# Vinted
Vinted — литовский маркетплейс и сообщество, которое позволяет своим пользователям продавать, покупать и менять новую или бывшую в употреблении одежду и аксессуары.

## История
В 2008 году Милда Миткуте и Юстас Янаускас основали Vinted в Вильнюсе, Литва, тестируя прототип-сайта, где литовские женщины могли бы продавать свою одежду. Позже они расширили свой бизнес на Германию, где он работает под брендом Kleiderkreisel. В 2010 году Vinted был запущен в Соединенных Штатах. С момента их запуска, Accel Partners, Burda Principal Investments, and Insight Venture Partners инвестировали в компанию.
В 2012 году Vinted сотрудничал с Lemon Labs, базирующейся в Литве компанией, которая занимается консультированием по разработке приложений, для запуска собственного мобильного приложения. В тематическом исследовании Lemon Labs сообщил, что до того, как приложение было выпущено, 80% от трафика пришли из веб-сайта, а остальные от мобильного веб-просмотра. В день его выпуска трафик Vinted вырос на целых 30% при помощи приложения.
В 2016 году к Vinted присоединился Томас Плантенга в качестве стратегического консультанта. С тех пор он стал генеральным директором компании.
В октябре 2020 года Vinted приобрел United Wardrobe, голландского конкурента.
Исследование о финансовом участии сотрудников показало, что Vinted несколько раз выкупала свои акции у сотрудников. Поэтому вполне вероятно, что эта компания может применять широкие схемы.

## Особенности

Офис Vinted в Вильнюсе

Vinted доступен на iOS, Android и браузерах. Он предоставляет пользователям платформу для продажи своей одежды и аксессуаров, покупку или обмен у других пользователей и общение с помощью форумов. С момента своего запуска, Vinted расширился на категории мужской и детской одежды. Согласно веб-сайту маркетплейса, Vinted имеет 20 миллионов членов; 15 тысяч новых членов присоединяются каждый день. По состоянию на 2020 год Vinted доступен в двенадцати странах.